# Страховой рынок
Рынок страхования — часть финансового рынка, на котором предлагаются услуги по страхованию.
Услуги по страхованию на данном рынке предлагают страховые компании. Важное значение для рынка страховых услуг имеет государственное регулирование страховой деятельности, которое предполагает обязательное лицензирование, контроль за обеспечением финансовой устойчивости страховых организаций.
Одним из важнейших принципов организации страхового рынка является обеспечение справедливой конкуренции страховых компаний. В Российской Федерации действует специальный закон «О защите конкуренции», который устанавливает критерии справедливой конкуренции на рынке страховых услуг.

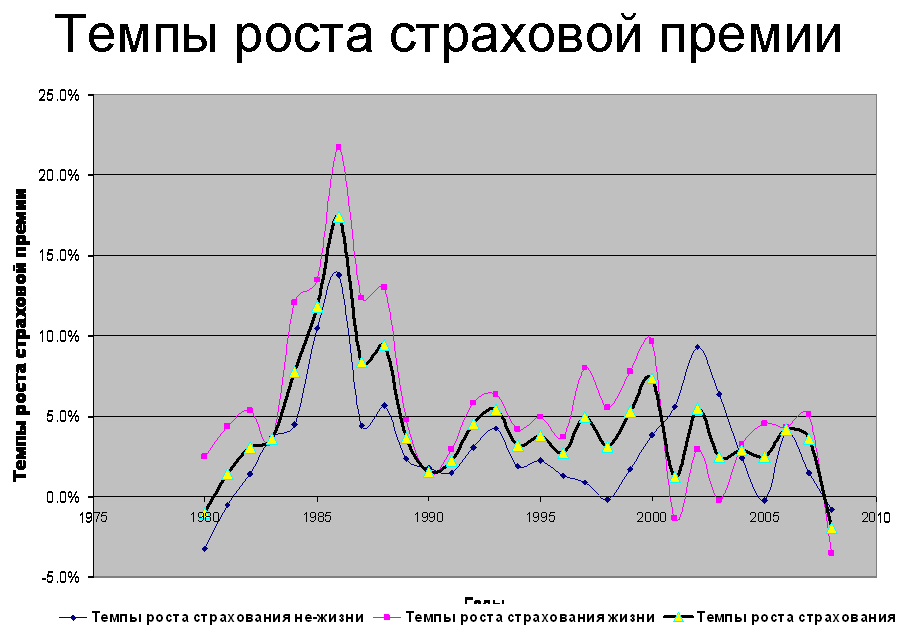
Динамика мирового страхового рынка в 1980—2008 гг. Источник: World Insurance in 2008 — [http://www.swissre.com Swissre.com

## Мировой страховой рынок
Начиная со второй половины XX века рынки страхования различных стран стали активно развиваться в направлении создания единого международного страхового пространства. Эта тенденция интеграции национальных страховых рынков затронула все сферы страхового бизнеса.
В 2017 году объём собранной страховой премии всеми страховыми компаниями мира составил 4,9 трлн долларов США, увеличившись на 1,5 % по сравнению с предшествующим годом.
| Регион                                              | Объём страховой премии, млн долл. США | Темп роста за последний год, % | Доля мирового рынка | Премия на одного жителя, долл. США | Доля страхования в ВВП, % |
| --------------------------------------------------- | ------------------------------------- | ------------------------------ | ------------------- | ---------------------------------- | ------------------------- |
| Северная Америка                                    | 1496634                               | 0,0                            | 30,60               | 4120                               | 7,11                      |
| Южная Америка                                       | 167888                                | 0,1                            | 3,43                | 262                                | 3,06                      |
| Западная Европа                                     | 1416184                               | -0,7                           | 28,95               | 2568                               | 7,28                      |
| Центральная и Восточная Европа                      | 63013                                 | 5,8                            | 1,29                | 198                                | 1,92                      |
| Азия, всего                                         | 1590688                               | 5,7                            | 32,52               | 360                                | 5,62                      |
| В том числе развитые рынки Азии (Япония и пр.)      | 810858                                | -1,1                           | 16,58               | 3755                               | 10,51                     |
| В том числе развивающиеся рынки Азии (включая Китай | 719778                                | 14,7                           | 14,7                | 188                                | 4,06                      |
| В том числе Центральная Азия и Ближний Восток       | 60052                                 | 5,0                            | 1,23                | 164                                | 2,12                      |
| Океания                                             | 90597                                 | -6,2                           | 1,85                | 2236                               | 5,62                      |
| Африка                                              | 66691                                 | 0,5                            | 1,36                | 54                                 | 2,96                      |
| Всего в мире                                        | 4891694                               | 1,5                            | 100,00              | 650                                | 6,13                      |

Мировыми лидерами по развитию страхования являются развитые страны и некоторые офшорные зоны.
| Страна            | Объём собираемой премии на одного жителя, долл. США | В том числе страхование жизни, долл. США | Общий объём собранной премии, млн долл. США |
| ----------------- | --------------------------------------------------- | ---------------------------------------- | ------------------------------------------- |
| Каймановы острова | 12122                                               | 490                                      | 746                                         |
| Гонконг           | 8313                                                | 6756                                     | 61286                                       |
| Швейцария         | 6811                                                | 3522                                     | 57904                                       |
| Дания             | 5772                                                | 4215                                     | 33141                                       |
| Люксембург        | 5011                                                | 3091                                     | 30277                                       |
| Тайвань           | 4997                                                | 4195                                     | 117474                                      |
| Сингапур          | 4749                                                | 3835                                     | 28831                                       |
| Финляндия         | 4737                                                | 3870                                     | 26158                                       |
| Ирландия          | 4687                                                | 3880                                     | 64306                                       |
| Нидерланды        | 4631                                                | 915                                      | 79013                                       |
| США               | 4216                                                | 1674                                     | 1377114                                     |
| Великобритания    | 3810                                                | 2873                                     | 283331                                      |
| Швеция            | 3672                                                | 2694                                     | 36580                                       |
| Южная Корея       | 3522                                                | 1999                                     | 181218                                      |
| Франция           | 3446                                                | 2222                                     | 241603                                      |
| Норвегия          | 3429                                                | 2134                                     | 19790                                       |
| Япония            | 3312                                                | 2411                                     | 422050                                      |
| Канада            | 3260                                                | 1407                                     | 119520                                      |
| Австралия         | 3247                                                | 1304                                     | 80061                                       |
| ….                | ….                                                  | ….                                       | ….                                          |
| Россия            | 152                                                 | 39                                       | 21898                                       |
| Бразилия          | 398                                                 | 224                                      | 83315                                       |
| Китай             | 384                                                 | 225                                      | 541446                                      |
| Индия             | 73                                                  | 55                                       | 98003                                       |